# Georgia Moffett
Georgia Elizabeth Moffett Tennant (Londres; 25 de diciembre de 1984) es una actriz inglesa, conocida por haber interpretado a Jenny en Doctor Who y a Abigail Nixon en la serie The Bill.

## Biografía
Georgia es hija del actor inglés Peter Davison y la actriz estadounidense Sandra Dickinson. Tiene dos medio hermanos, Joel y Louis Moffet Morton, hijos de su padre con la actriz Elizabeth Morton.
A los diecisiete años tuvo a su primer hijo, Tyler Peter Moffett, quien nació el 27 de marzo de 2002, de cuyo padre biológico no se conoce la identidad. En 2004 comenzó a salir con el actor Adam Paul Harvey, pero la relación terminó dos años más tarde.
El 30 de diciembre de 2011 se casó con el actor David Tennant. Meses antes, el 29 de marzo de ese año, la pareja le había dado la bienvenida a su primera hija juntos, Olive. El 21 de marzo del mismo año David anunció que en 2011 había adoptado a Tyler.
En 2013 David anunció que él y Georgia estaban esperando su segundo hijo. El 2 de mayo de 2013 la pareja le dio la bienvenida a un varón, Wilfred Tennant. El 9 de noviembre de 2015 la pareja le dio la bienvenida a su cuarta hija, Doris. En octubre de 2019 nació su quinto hijo.

## Carrera
En 2002 apareció por primera vez en la serie policíaca The Bill donde interpretó de forma recurrente a Abigail Nixon, la hija de la detective Samantha Nixon (Lisa Maxwell) hasta 2009.
De marzo a mayo de 2007 interpretó a Mathilde Verlaine, la esposa del poeta francés Paul Verlaine en la obra "Total Eclipse".
En 2008 se unió al elenco de la serie Spooks: Code 9 donde interpretó a la recluta del MI5 y ex estudiante de psicología Kylie Roman, sin embargo la serie fue cancelada después de la primera temporada. El programa era el spin-off de la exitosa serie británica de espías Spooks. Ese mismo año apareció en un episodio de la exitosa serie de ciencia ficción Doctor Who donde interpretó a Jenny, la hija del Doctor en ese momento interpretado por David Tennant (con el cual se casó el 30 de noviembre de 2011). En esa misma serie actuó su padre, Peter Davison, como el Quinto Doctor
En 2009 apareció en la serie médica Casualty donde interpretó a Heather durante dos episodios. Anteriormente había aparecido por primera vez en el mismo programa, en 2007, interpretando a Elaine Walker durante el episodio "Lost in the Rough". Ese año estuvo en la miniserie Doctor Who: Dreamland donde interpretó a Cassie Rice, la acompañante del Doctor, y también en Merlin como a Lady Vivian, la hija del Rey Olaf, que llega a Camelot con tres reyes más para firmar un tratado de paz.
En 2011 se unió al elenco de White Van Man en el papel de la restauradora Emma Keeley, hasta el final de la serie en 2012. En 2014 se anunció que Georgia volvió a Casualty, como la novia del paciente Matthew (Antony Costa).

## Filmografía

### Series de televisión
| Año         | Título                 | Personaje            | Notas                                     |
| ----------- | ---------------------- | -------------------- | ----------------------------------------- |
| 2020        | Staged                 | Ella misma           |                                           |
| 2014        | Holby City             | Briony Whitman       | episodio "Chaos in Her Wings"             |
| 2014        | Casualty               | Briony Whitman       | episodio "Entrenched"                     |
| 2011 - 2012 | White Van Man          | Emma Keeley          | 11 episodios                              |
| 2009        | Merlin                 | Lady Vivian          | episodio "Sweet Dreams"                   |
| 2009        | Doctor Who: Dreamland  | Cassie Rice          | miniserie - 6 episodios                   |
| 2009        | Casualty               | Heather              | 2 episodios                               |
| 2002 - 2009 | The Bill               | Abigail Nixon        | 26 episodios                              |
| 2008        | Spooks: Code 9         | Kylie Roman          | 6 episodios                               |
| 2008        | Doctor Who             | Jenny                | episodio "La hija del Doctor"             |
| 2008        | My Family              | Oficial Penny Bishop | episodio "Let's Not Be Heisty"            |
| 2007        | The Last Detective     | Tanya                | episodio "Once Upon a Time on the Westwa" |
| 2007        | Fear, Stress and Anger | Chloe Chadwick       | 6 episodios                               |
| 2007        | Bonkers                | Debbie Hooper        | 4 episodios                               |
| 2007        | Casualty               | Elaine Walker        | episodio "Lost in the Rough"              |
| 2004 - 2005 | Where the Heart Is     | Alice Harding        | 9 episodios                               |
| 2004        | Holby City             | Emma Lenton          | episodio "A Good Day to Bury Bad News"    |
| 1999        | Peak Practice          | Nicki Davey          | 4 episodios                               |

### Películas
| Año  | Título                             | Personaje       | Notas                                                                                          |
| ---- | ---------------------------------- | --------------- | ---------------------------------------------------------------------------------------------- |
| 2010 | Thorne: Sleepyhead                 | Sophie Holland  | junto a Stephen Campbell Moore, Joshua Close, O.T. Fagbenle y Merry Fotso                      |
| 2010 | Playhouse Live                     | Leila           | cortometraje                                                                                   |
| 2009 | Marple: Why Didn't They Ask Evans? | Frankie Derwent | junto a Samantha Bond, Richard Briers, Freddie Fox, Rik Mayall, Hannah Murray y Natalie Dormer |
| 2005 | Like Father Like Son               | Morag Tait      | junto a Francesca Fowler, Jemma Redgrave, Robson Green y Tara Fitzgerald                       |
| 2005 | Tom Brown's Schooldays             | Sally           | junto a Alex Pettyfer, Stephen Fry, Jemma Redgrave y Clive Standen                             |
| 2004 | The Second Quest                   | Sandra Biggs    | junto a Jim Sturgess, Morven Christie y Jennifer James                                         |

### Teatro
| Año  | Obra          | Personaje         | Director | Teatro                   | Notas                |
| ---- | ------------- | ----------------- | -------- | ------------------------ | -------------------- |
| 2007 | Total Eclipse | Mathilde Verlaine | -        | Menier Chocolate Factory | junto a Daniel Evans |